# Harrier
El Harrier («aguilucho» en inglés), también llamado «Harrier Jump Jet» o el «Jump Jet», es un avión a reacción militar de diseño británico capaz de realizar despegues y aterrizajes verticales/cortos (V/STOL), mediante empuje vectorial. De los muchos diseños de este tipo que surgieron a partir de los años 1960, el Harrier ha sido el único que ha tenido éxito comercial. 
Existen cuatro versiones principales en la familia Harrier: los Hawker Siddeley Harrier (AV-8A Harrier) y BAE Sea Harrier de primera generación, y los AV-8B Harrier II y BAE Harrier II de segunda generación.

## Características principales
Los aviones Harrier se caracterizan por ser capaces de volar de manera parecida a un helicóptero: despegue y aterrizaje verticales y vuelo estacionario. Esto lo consiguen gracias a cuatro toberas de escape de gases del motor orientables, conectadas a un motor de turbina central con grandes toberas de ingreso de aire a los costados del fuselaje de la aeronave, las toberas orientables se proyectan al costado del motor, bajo las alas para el escape de los gases del motor y que el piloto gira a voluntad con una palanca de mando al costado izquierdo de la cabina de mando, el mecanismo que gira las toberas no es eléctrico, tiene un mando hidráulico derivado del motor y se conecta con una cadena para girar las 4 toberas de escape de gases al mismo tiempo, una solución económica, ligera y muy original típico de la industria inglesa.
Sin embargo, los aparatos solo pueden despegar verticalmente si se limita su peso, por lo cual la tripulación debe elegir entre menos armamento o menos combustible según la misión, pero luego instalaron una sonda para el repostaje de combustible en vuelo que permite despegar con reducida capacidad de combustible y luego en pleno vuelo, llenar sus tanques de combustible para aumentar su alcance, rango operativo y capacidad de combate. 
Su otra gran desventaja es su difícil pilotaje, que ha causado numerosos accidentes. Más de la mitad de los Harrier AV-8A terminaron estrellándose. El modelo AV-8B, en el que se reemplazó el sistema mecánico de pilotaje del AV-8A por otro digital, ha tenido menos accidentes pero incluso así su siniestralidad es muy superior a la de otros aviones militares comparables.

## Diseño
El Harrier se inició como un proyecto experimental de nuevas tecnologías, para el desarrollo de un caza ligero y monomotor que pueda despegar desde carreteras, caminos vecinales, el campo, una pista de césped y la cubierta de un barco, en previsión de un ataque nuclear furtivo de la Unión Soviética que pueda destruir los campos aéreos, bases militares y pistas de aterrizaje convencionales establecidas en el país, que según los temores de la Guerra Fría el ataque sería seguido de un desembarco de tropas y el ataque de aviones de combate, que el Harrier podría enfrentar al despegar desde lugares ocultos en el territorio del país, en pistas cortas, incluso con despegue vertical, luego podría aterrizar en carreteras, el campo y el patio trasero de un granero, ser recargado de armas y combustible muy rápidamente, para despegar nuevamente a combatir contra otros aviones de combate y detener la invasión del país.

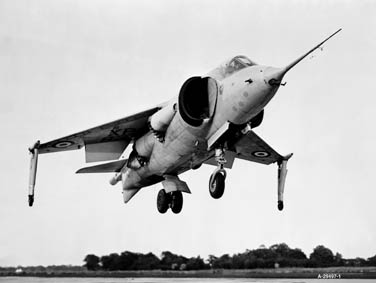
El Hawker P.1127, predecesor del Harrier.

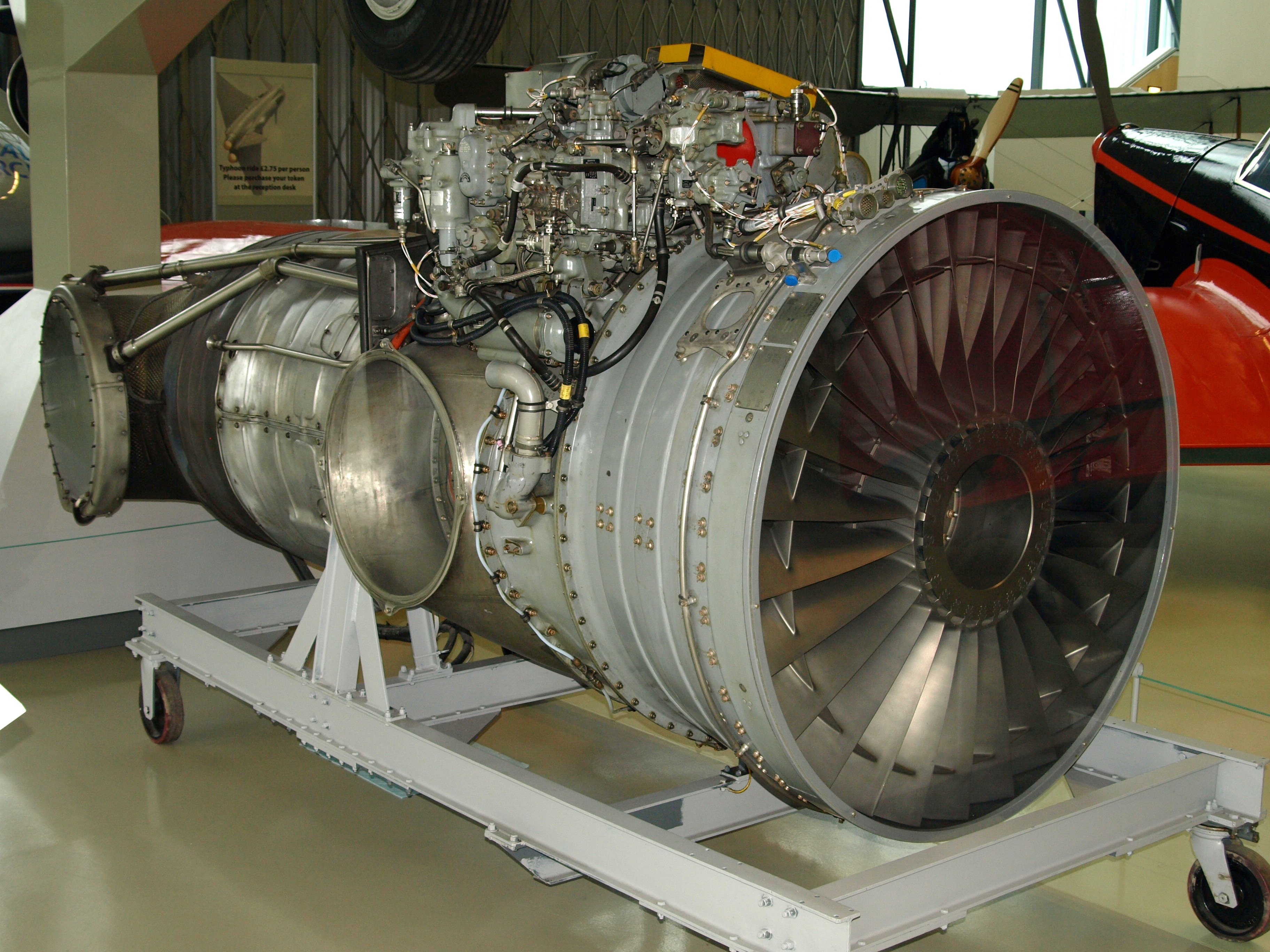
Foto del motor Rolls-Royce Pegasus utilizado en el Harrier.

Es un avión de ataque subsónico, cuenta con un motor turbofán Rolls-Royce Pegasus con dos entradas de admisión de aire grandes a los costados de la cabina de mando y cuatro toberas orientables de salidas de gases que se pueden mover de forma sincronizada para conseguir el empuje vectorial durante un despegue corto, un despegue totalmente vertical y un aterrizaje corto, en apenas unos cuantos metros, este nuevo diseño también permitiría transportar el avión en un barco de carga y una nueva propuesta para construir portaaviones ligeros, convertir barcos de carga en portaaviones y ahorrar costos a la marina.

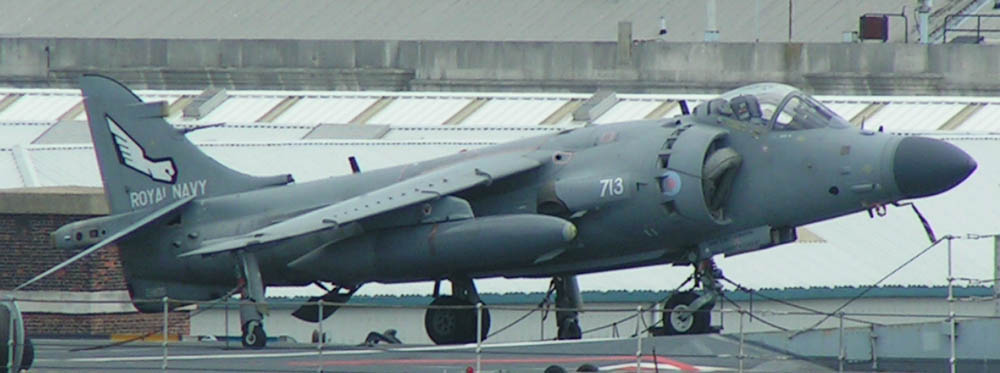
Un Sea Harrier FA2 en la cubierta del HMS Invincible.

Las toberas están ubicadas en los laterales del avión, las delanteras son de aire frío conectadas directamente al primer ventilador de la turbina y las traseras de aire caliente, y situadas muy cerca de la turbina, a diferencia de la mayoría de los aviones de reacción, que tienen las toberas en la parte trasera del avión, diseños posteriores también disponen de unas salidas de aire más pequeñas y controladas por válvulas en el morro, en la cola y las puntas alares para un mejor control de la aeronave a bajas velocidades, son enfriadas por agua desde un pequeño tanque de agua localizado en la parte trasera del asiento del piloto, que puede inyectar agua a la salida de gases calientes de escape durante algunos segundos para evitar que se puedan derretir por el calor del motor, durante la recarga de combustible y armas en tierra, el tanque de agua es recargado nuevamente.
El tren de aterrizaje está formado por una doble rueda central y una rueda delantera en el fuselaje como tren principal, formando una sola línea para el soporte del fuselaje central de la aeronave, no es un tren de aterrizaje tipo triciclo como la mayoría de los aviones de combate, y está apoyado por dos pequeñas ruedas secundarias en las alas, una bajo cada ala para evitar la inclinación de la aeronave en los momentos del despegue y aterrizaje, como el diseño de aviones bombarderos más grandes y pesados, instalados en el tren de aterrizaje del Boeing B-52, casi en las puntas de las alas y en los extremos de los puntos de sujeción de los pilones de carga de armas, que se retraen bajo las alas y dejan expuestas las ruedas junto a las superficies de control, para ahorrar peso en compuertas y otros mecanismos como una vaina alar para ocultar las ruedas.
Los diseños posteriores, derivados del diseño original, están equipados con seis puntos de anclaje en las alas y tres en el fuselaje para portar un cañón GAU-12 Equalizer de 25 mm, otras armas que incluyen misiles, bombas y cohetes, tanques de combustible externos y una sonda de repostaje de combustible en vuelo.

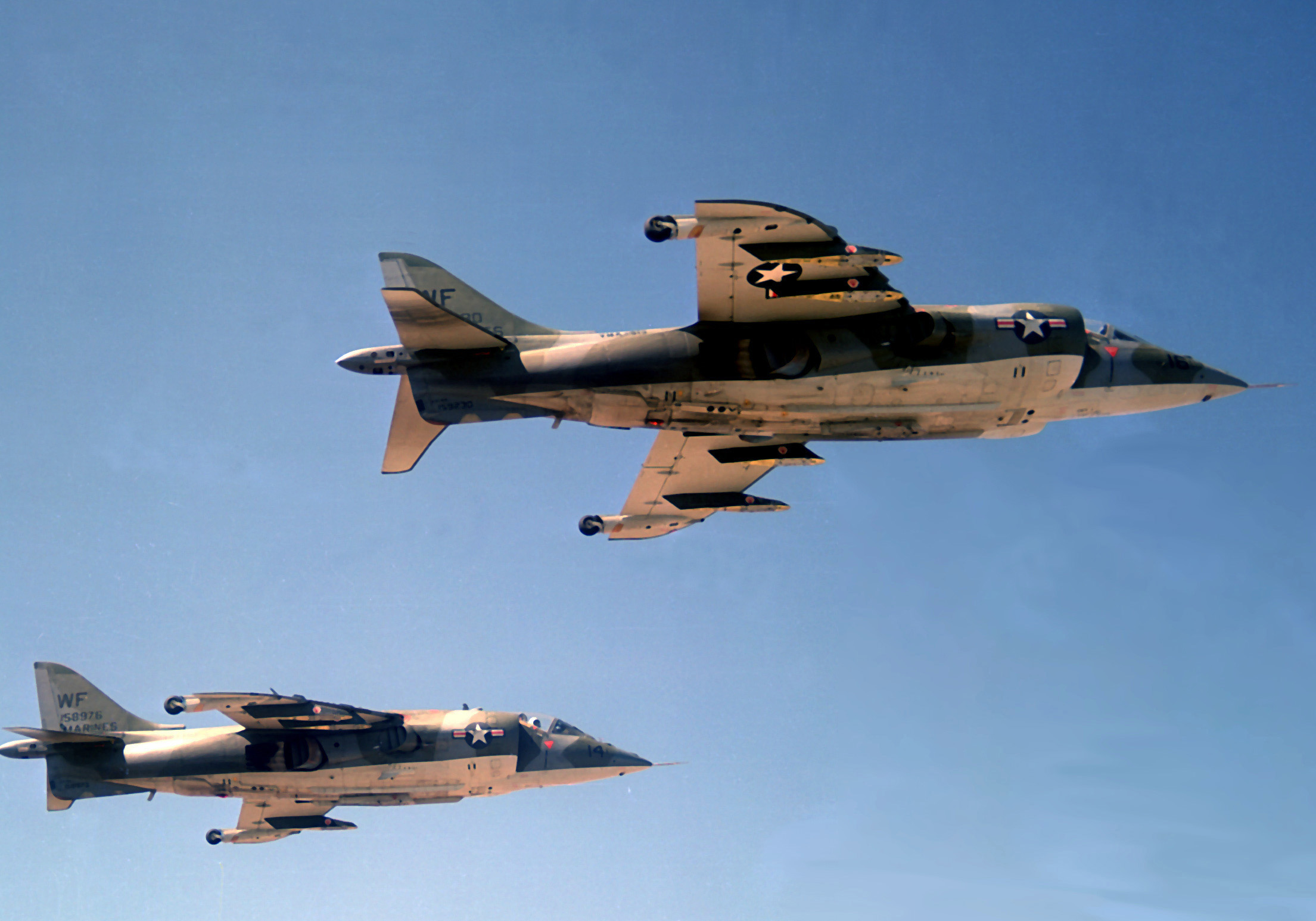
Una pareja de AV-8A del Cuerpo de Marines de los Estados Unidos volando en formación en 1974.

La cabina de pilotaje es monoplaza para ahorrar peso en el diseño de la aeronave, transportar más cantidad de combustible, armas y equipos, la cubierta de la carlinga se abre hacia atrás en forma corrediza, como los primeros aviones de combate y el sistema de expulsión del  asiento del piloto en caso de accidentes, dispone de un cordón explosivo que se extiende por la cubierta de la carlinga sobre el asiento del piloto, de forma que los explosivos rompen la cúpula transparente y el piloto es expulsado de la aeronave con el asiento sin necesidad de abrir la cubierta, un diseño muy útil por las características VTOL del avión, de manera que el asiento se puede eyectar de manera segura mientras se está despegando, y especialmente concebido para ahorrar peso.

## Variantes

### Prototipos anteriores
- Hawker P.1127 (1960)
- Hawker Siddeley Kestrel FGA.1 (1964)

### Harrier / AV-8A Harrier
| Fabricante: | Hawker Siddeley |
| Operadores: | \| \| Royal Air Force \| \| \| Cuerpo de Marines de los Estados Unidos \| \| \| Armada Española \| \| \| Armada Real Tailandesa \| |
|             | Royal Air Force |
|             | Cuerpo de Marines de los Estados Unidos                                                                                            |
|             | Armada Española |
|             | Armada Real Tailandesa |

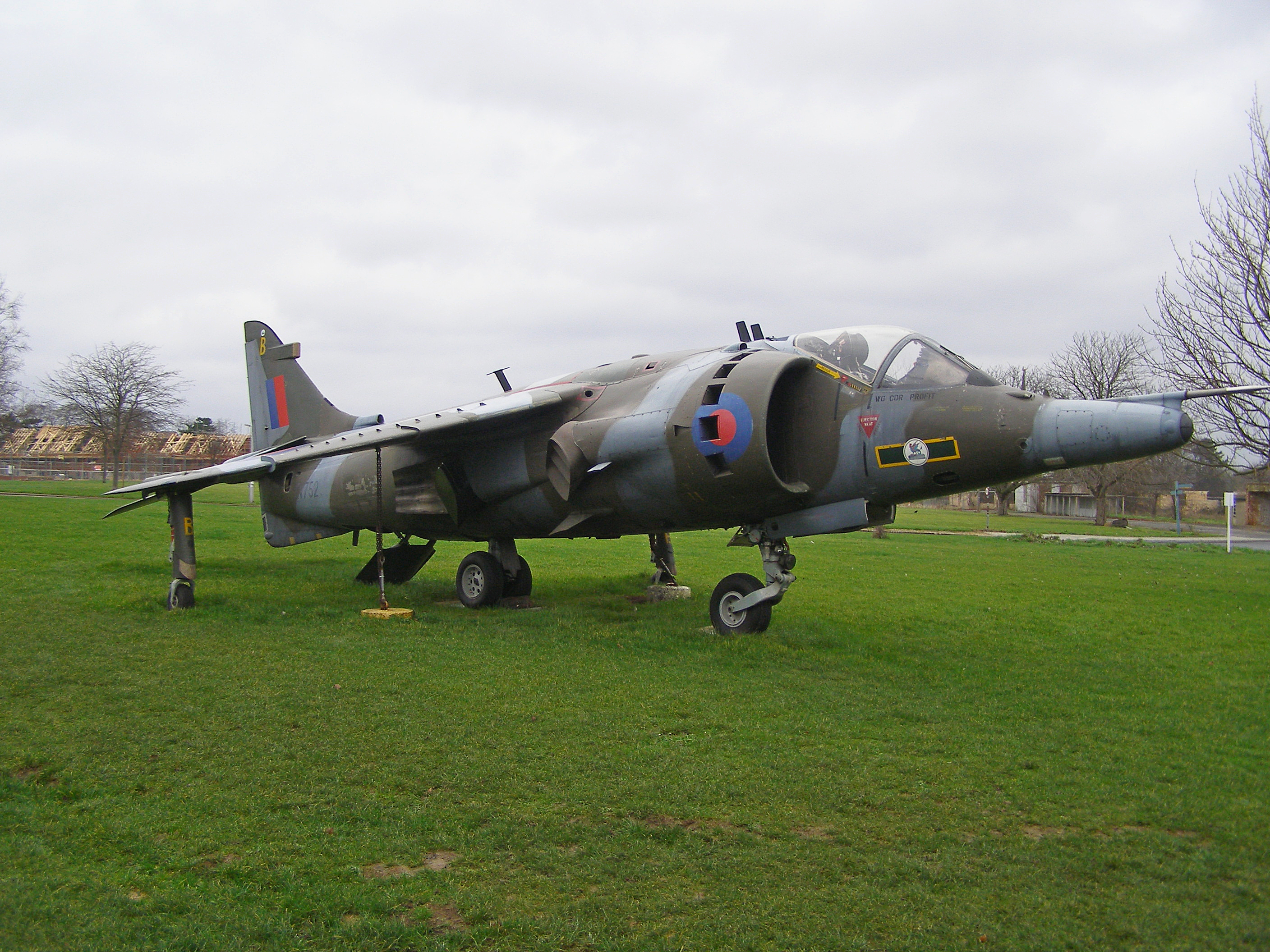
Un Harrier GR.3 de la RAF expuesto en Bletchley Park, Inglaterra.

- Versiones del Harrier para la  Royal Air Force.
  - Aviones de combate monoplaza:
    - Harrier GR.1. (1966)
    - Harrier GR.1/1A. (1969)
    - Harrier GR.3/3A.

  - Aviones de entrenamiento biplaza:
    - Harrier T.2/2A. (1970)
    - Harrier T.4/4A.
    - Harrier T.4N.
    - Harrier T.8. (1994)
    - Harrier Mk.52. Demostrador biplaza del fabricante.
    - Harrier T.Mk 60.

- Versiones del Harier para el  Cuerpo de Marines de los Estados Unidos.
  - Aviones de combate monoplaza:
    - AV-8A Harrier (Harrier Mk.50). (1970)
    - AV-8C Harrier. Actualización del AV-8A durante el desarrollo del AV-8B.

  - Aviones de entrenamiento biplaza:
    - TAV-8A Harrier (Harrier Mk.54).

- Versiones del Harier para la  Armada Española, posteriormente vendidos a la  Marina Real Tailandesa.
  - Aviones de combate monoplaza:
    - AV-8S Matador (Harrier Mk.53).
    - AV-8S Matador (Harrier Mk.55). Segunda versión para España.

  - Aviones de entrenamiento biplaza:
    - TAV-8S Matador (Harrier T.54).

### Sea Harrier

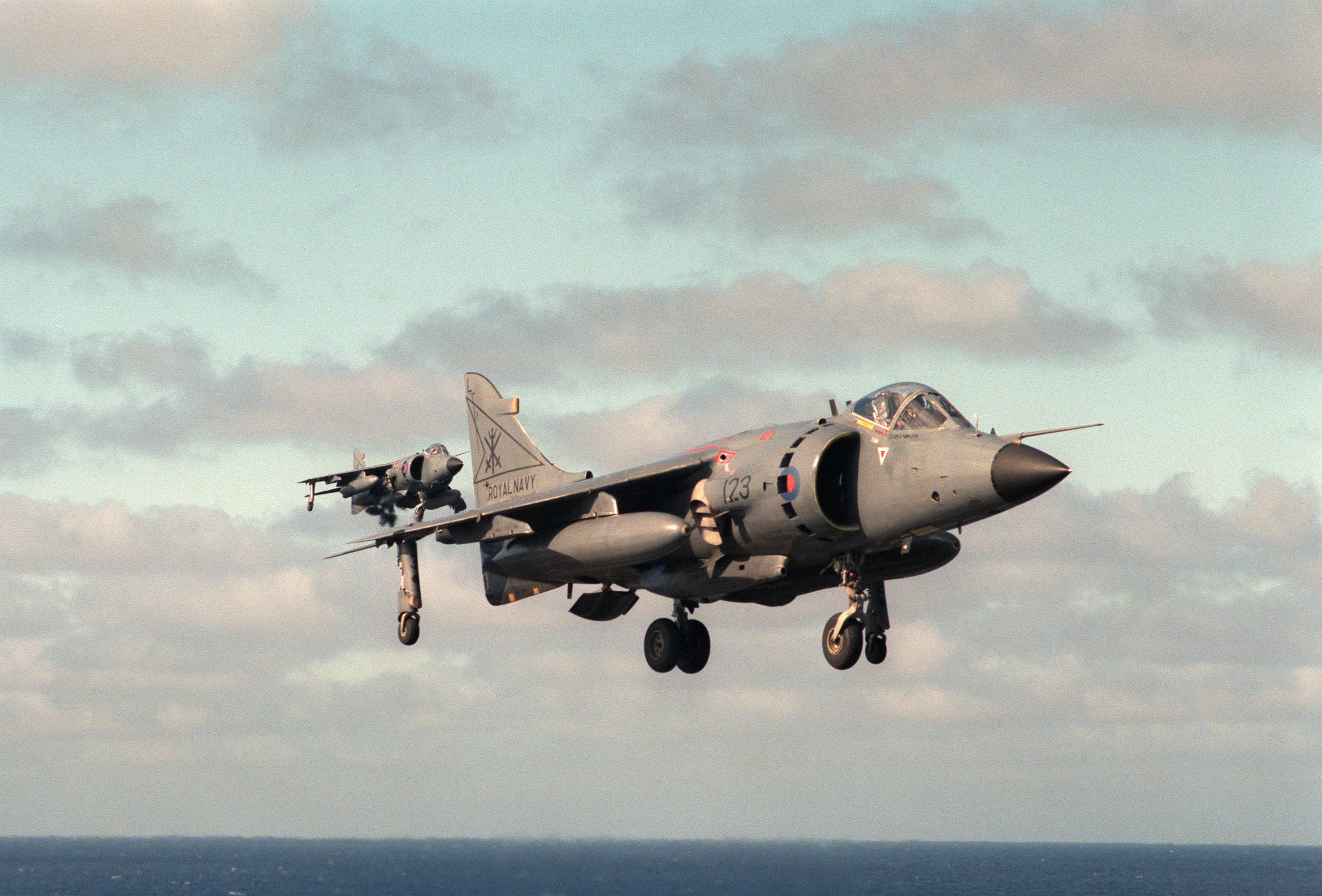
Dos Sea Harrier FRS.Mk 1 aproximándose a la cubierta del USS Dwight D. Eisenhower (CVN-69).

| Fabricantes: | Hawker Siddeley / British Aerospace / BAE Systems |
| Operadores:  | \| \| Royal Air Force \| \| \| Armada India \|    |
|              | Royal Air Force                                   |
|              | Armada India                                      |

- Sea Harrier FRS.1 (1979)
- Sea Harrier FRS.51 (1983)
- Sea Harrier FA2 (1988)

### AV-8B Harrier II
| Fabricantes: | McDonnell Douglas / Boeing British Aerospace / BAE Systems                                         |
| Operadores:  | \| \| Cuerpo de Marines de los Estados Unidos \| \| \| Armada Española \| \| \| Marina Militare \| |
|              | Cuerpo de Marines de los Estados Unidos                                                            |
|              | Armada Española                                                                                    |
|              | Marina Militare                                                                                    |

- AV-8B Harrier II (1983)

Un AV-8B Harrier II del Cuerpo de Marines de los Estados Unidos en 2003.

- EAV-8B Matador II (para España)
- AV-8B Harrier II Night Attack (1987)
- AV-8B Harrier II Plus (1992)

### Harrier II

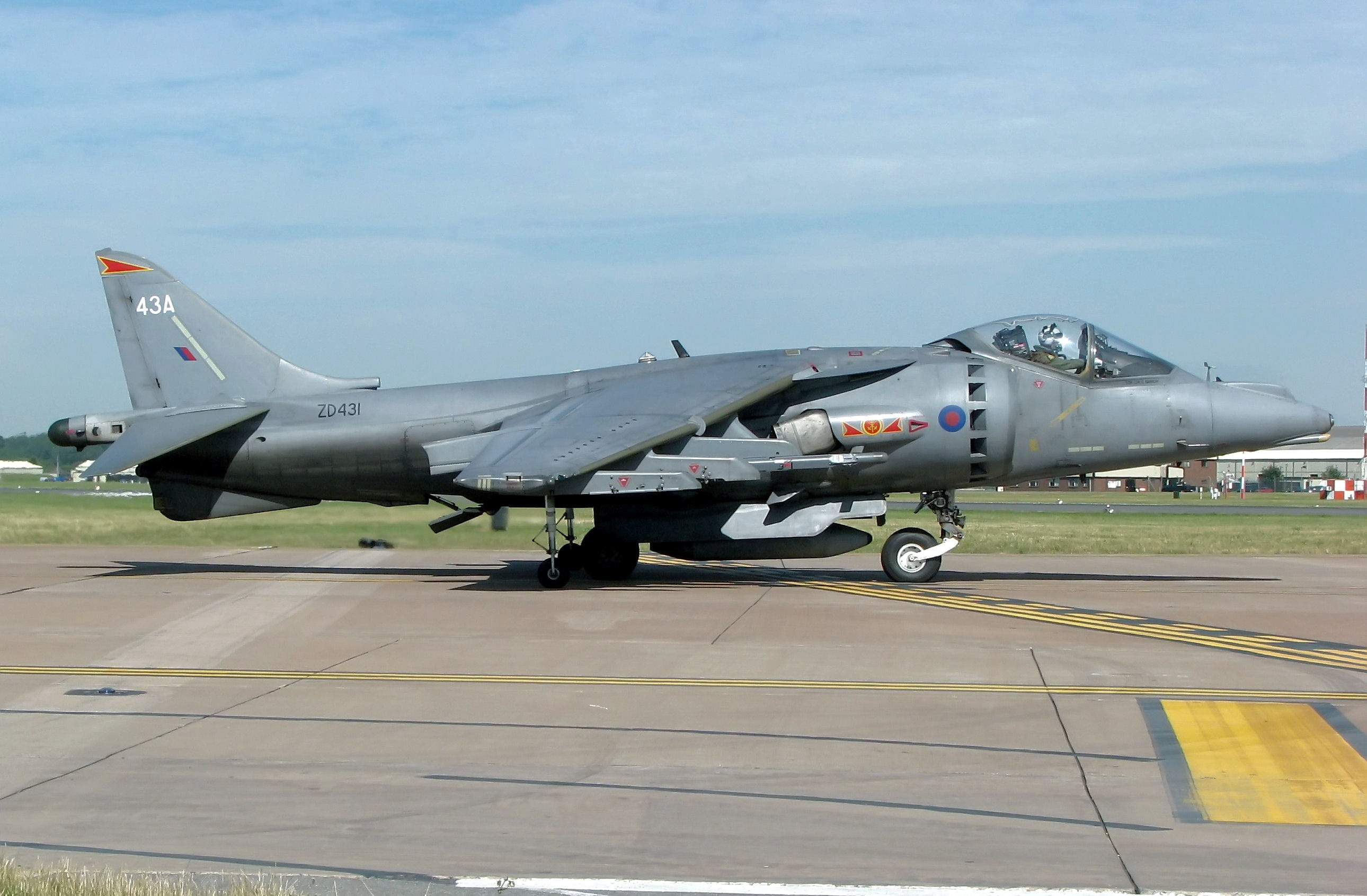
Un Harrier GR7A de la Royal Air Force.

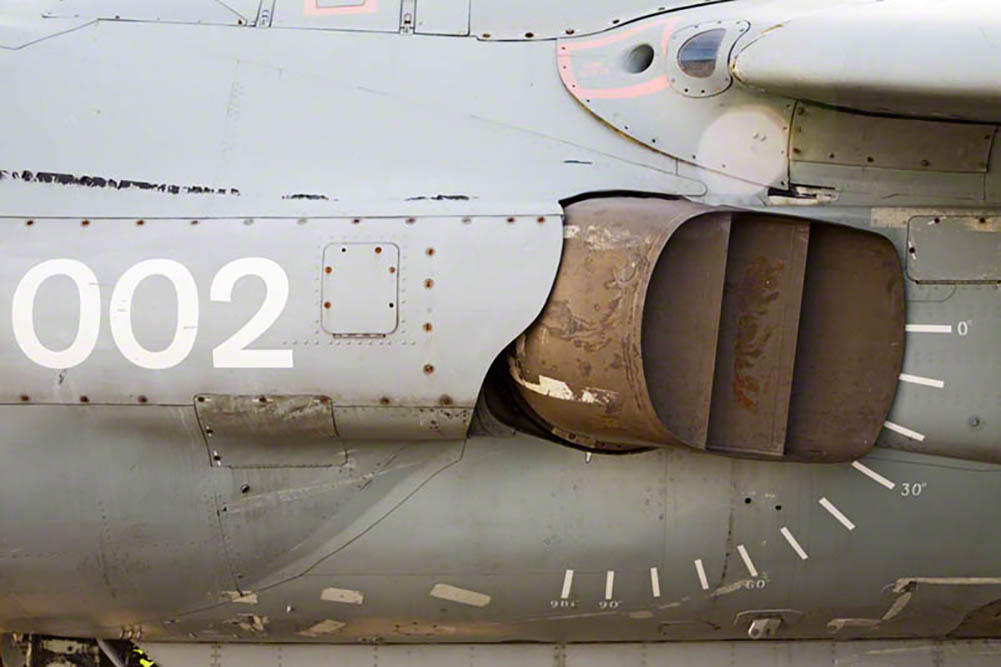
Tobera de empuje vectorial de un Sea Harrier FRS2 ZA195.

| Fabricantes: | British Aerospace / BAE Systems McDonnell Douglas / Boeing |
| Operadores:  | \| \| Royal Air Force \|                                   |
|              | Royal Air Force                                            |

- Harrier GR5/5A (1985)
- Harrier GR7/7A (1992)
- Harrier GR9/9A (2002)
- Harrier T10
- Harrier T12

## Especificaciones
|                                          | Kestrel FGA.1                             | AV-8A Harrier GR3                         | Sea Harrier FA2                           | Harrier GR9                               | AV-8B+ Harrier                            |
| ---------------------------------------- | ----------------------------------------- | ----------------------------------------- | ----------------------------------------- | ----------------------------------------- | ----------------------------------------- |
| Tripulación                              | 1 (2 para las versiones de entrenamiento) | 1 (2 para las versiones de entrenamiento) | 1 (2 para las versiones de entrenamiento) | 1 (2 para las versiones de entrenamiento) | 1 (2 para las versiones de entrenamiento) |
| Longitud                                 | 13,0 m                                    | 14,4 m                                    | 14,2 m                                    | 14,1 m                                    | 14,5 m                                    |
| Envergadura                              | 6,99 m                                    | 7,70 m                                    | 7,70 m                                    | 9,25 m                                    | 9,25 m                                    |
| Altura                                   | 3,28 m                                    | 3,45 m                                    | 3,76 m                                    | 3,56 m                                    | 3,56 m                                    |
| Peso vacío                               | 4540 kg                                   | 5530 kg                                   | 6370 kg                                   | 5670 kg                                   | 6340 kg                                   |
| Peso máximo de despegue (despegue corto) | 7.710 kg                                  | 11.800 kg                                 | 11.900 kg                                 | 14.100 kg                                 | 14.100 kg                                 |
| Velocidad máxima operativa (Vno)         | 877 km/h                                  | 1175 km/h                                 | 1190 km/h                                 | 1080 km/h                                 | 1080 km/h                                 |
| Radio de combate                         |                                           | 370 km                                    |                                           | 556 km                                    | 556 km                                    |
| Motor                                    | Pegasus 6                                 | Pegasus 11 Mk 101                         | Pegasus 11 Mk 106                         | Pegasus 11 Mk 107                         | Pegasus 11 Mk 105                         |
| Empuje                                   | 66,7 kN                                   | 97 kN                                     | 97 kN                                     | 110 kN                                    | 105 kN                                    |
| Radar                                    | -                                         | -                                         | Blue Vixen                                | -                                         | AN/APG-65                                 |

Fuentes: Norden 

### Desarrollos relacionados
- Short SC.1
- Hawker P.1127/Kestrel
- Hawker Siddeley P.1154
- Hawker Siddeley Harrier
- BAE Sea Harrier
- AV-8B Harrier II
- BAE Harrier II

### Aeronaves similares
- Bell X-14
- Rockwell XFV-12
- Yakovlev Yak-38
- Yakovlev Yak-141
- Boeing X-32
- Lockheed Martin X-35
- Lockheed Martin F-35 Lightning II